# Vladislav Bílý
Vladislav Bílý (polsky Władysław Biały, 1327 nebo 1333? – 29. února 1388 Štrasburk) byl vévoda Gniewkowa (1347/1350-1363/1364) a poslední zástupce Kujavska.

## Životopis
Vladislav byl synem Kazimíra II. Kujavského, jméno jeho matky je neznámé. Kolem let 1357–1360 zdědil velkovévodství Gniewkowo - malé vévodství vytvořené v roce 1314 jeho dědečkem, Ziemomysłem Kujavským.
V roce 1359 se oženil s Eliškou, dcerou vévody Alberta Strzelce. Po smrti jeho manželky (asi 1360) jej zasáhl žal a rozhodl prodat své pozemky. Poté odešel na dlouhou pouť do Svaté země. Setkal se i s papežem Urbanem V., a v roce 1366 vstoupil do cisterciáckého kláštera v Cîteaux, ale po roce se přestěhoval do kláštera v Dijonu.
Roku 1370 se rozhodl vrátit do své země. Nový král Ludvík I. Veliký jej však odmítl přijmout. Vladislav tedy prohlásil polský trůn za svůj a vyhlásil válku Ludvíkovi. Válku nakonec prohrál a zemřel ve Štrasburku. Byl pohřben v kostele sv. Benigna v Dijonu.